# 斯蒂芬·纽博尔德
斯蒂芬·纽博尔德（英語：Stephen Newbold，1994年8月5日—）是一名巴哈马男子短跑运动员。他在佛罗里达州立大学就读。他曾代表巴哈马参加2016年里约奥运，结果在男子4×400米接力项目上获得一枚铜牌。